# 格姆里奇 (密西西比州)
格姆里奇（英語：Gum Ridge）是位於美國密西西比州傑佛遜縣的鬼鎮。

## 地理
格姆里奇所處的海拔為高於海平面21米（即69英呎），而該地所採用的時區為UTC-6，即北美中部時區（CST）。同時該地設有夏令時間，為UTC-6調快一小時，即UTC-5（CDT）。